# صادق آباد (قلعة خواجة)
صادق آباد (بالفارسية: صادق آباد سگبو) هي منطقة سكنية تقع في إيران في قسم قلعة خواجة الريفي. يقدر عدد سكانها بـ 194 نسمة .